# Carl Friedrich Plattner

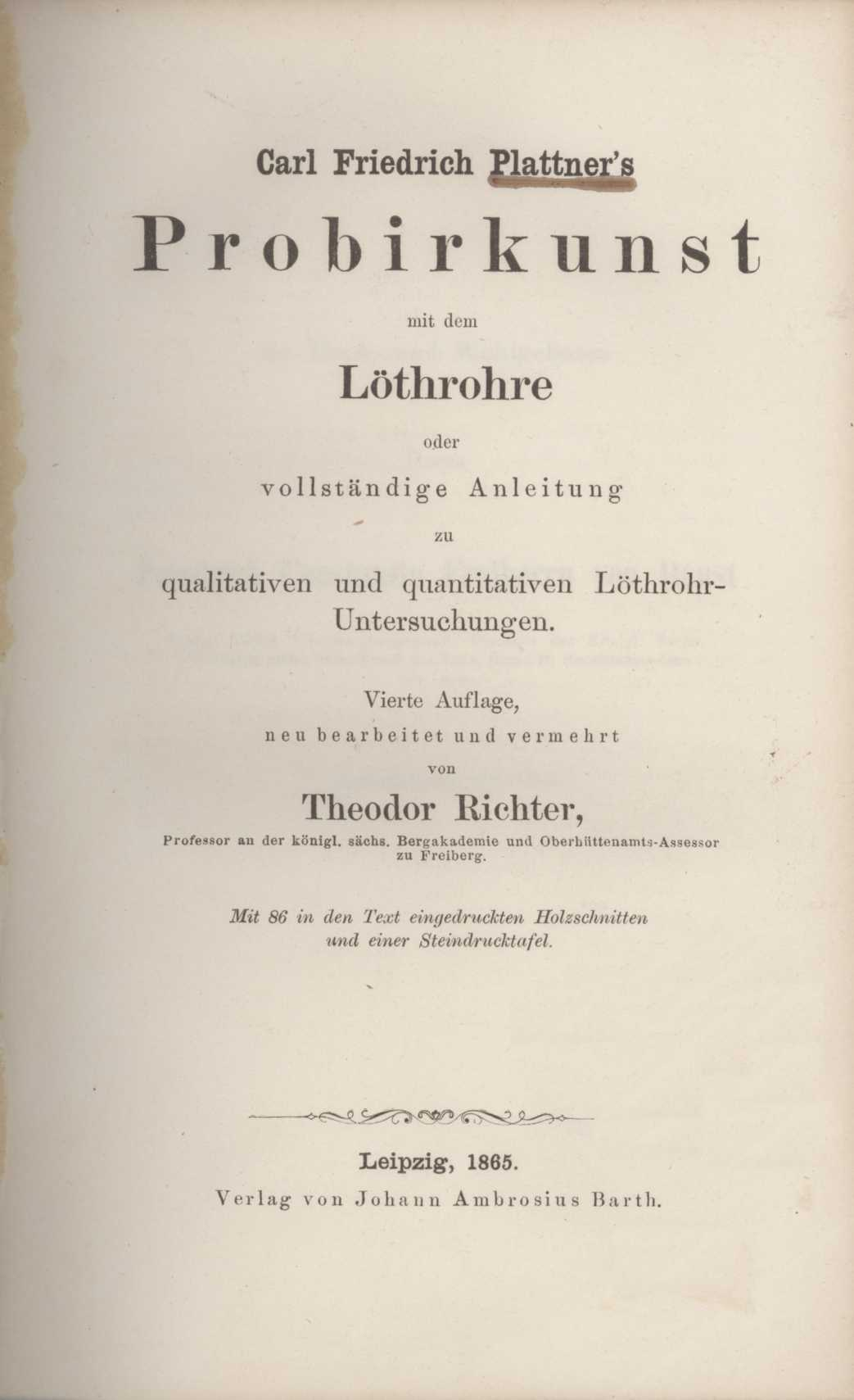
Probirkunst mit dem Löthrohre, fjärde upplagan utgiven av Theodor Richter (1865).

Carl Friedrich Plattner, född 2 januari 1800 i Kleinwaltersdorf, numera en stadsdel i Freiberg, Sachsen, död 22 januari 1858 i Freiberg, var en tysk metallurg.
Plattner, som bland annat studerat analytisk kemi hos Heinrich Rose i Berlin, efterträdde 1842 Wilhelm August Lampadius som professor i hyttkonst och blåsrörsproberkonst vid Bergsakademien i Freiberg. Han bidrog i hög grad till utvecklandet av blåsrörsprobermetoden. Efter att Johan Gottlieb Gahn och Jöns Jacob Berzelius utbildat blåsrörets användning för kvalitativ analys, var det egentligen en studiekamrat till Plattner, Eduard Harkort, som fann dess brukbarhet för kvantitativa bestämningar (1827). Harkort utvandrade emellertid 1830 till Texas och det blev då Plattner som fullföljde förfarandet, vilket han behandlade i sitt berömda verk Probirkunst mit dem Löthrohre (1835; sjätte upplagan 1897). 
Av Plattners övriga arbeten kan nämnas Beitrag zur Erweiterung der Probirkunst (1849), Die metallurgischen Röstprozesse, theoretisch betrachtet (1856) och Vorlesungen über Allgemeine Hüttenkunde (utgiven av Theodor Richter, två band, 1860-63).

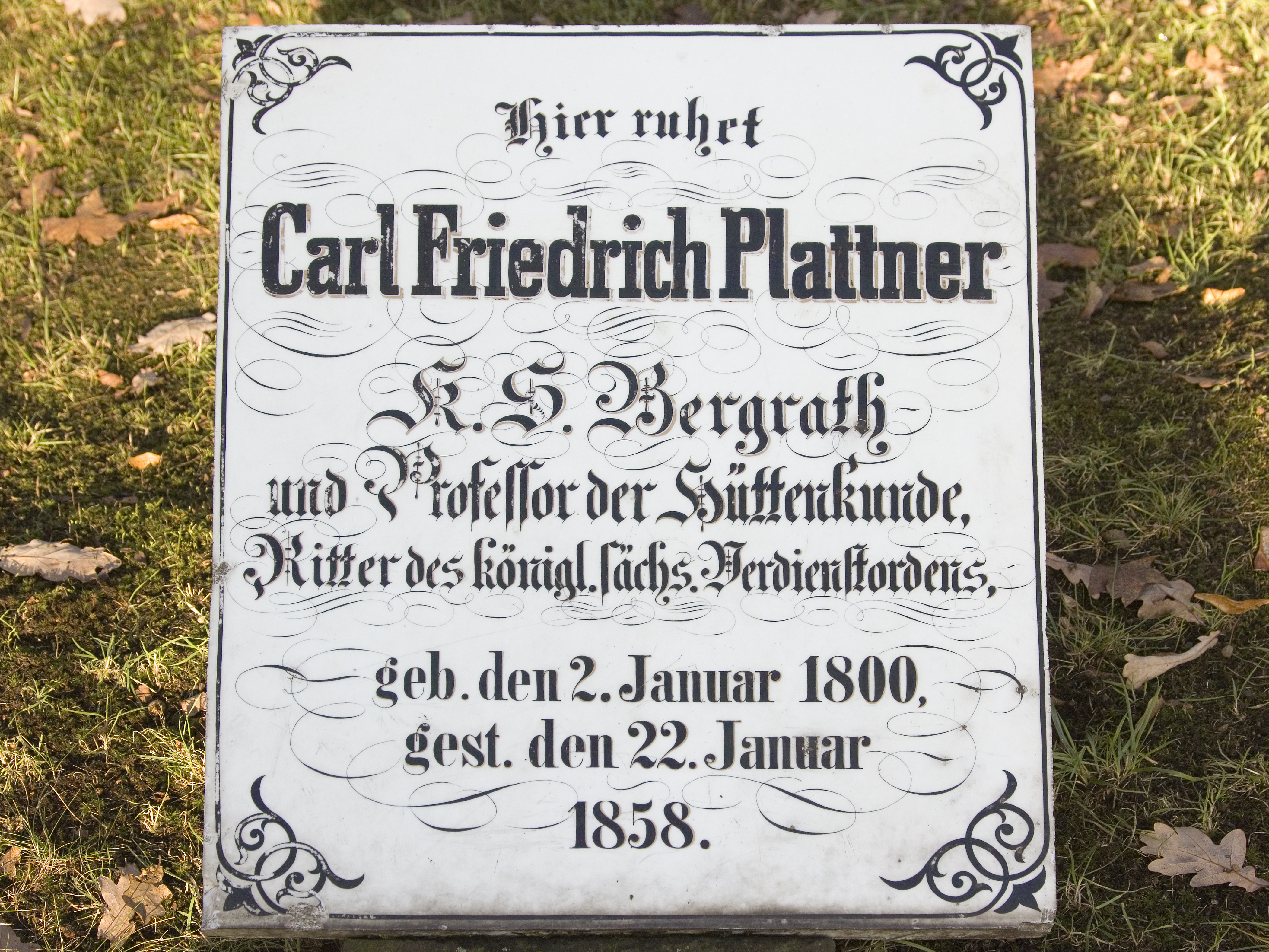
Plattners grav i Freiberg